# Запис Јеленковића оброк 1945 Топила (Базовик)
Запис Јеленковића оброк 1945 Топила (Базовик) се налази на парцели чији је власник Јеленковић Живко.

## Локација
| Општина             | Пирот                                                                       |
| Катастарска општина | Базовик                                                                     |
| Потес               | Топила                                                                      |
| Координате          | 43° 18′ 30″ С; 22° 26′ 34″ И / 43.308300000000003° С; 22.442799999999998° И |
| Надморска висина    | 780m                                                                        |

## Карактеристике
Дендрометријске вредности утврђене на терену и сателитским снимцима:
| Стабло                     | Крст |
| Висина стабла              | m    |
| Обим дебла                 | m    |
| Пречник крошње             | 0m   |
| Пречник дебла              | m    |
| Висина дебла до прве гране | m    |

## База записа
Запис је у оквиру Викимедија пројекта "Запис - Свето дрво" заведен под редним бројем 0859.